# Australazië

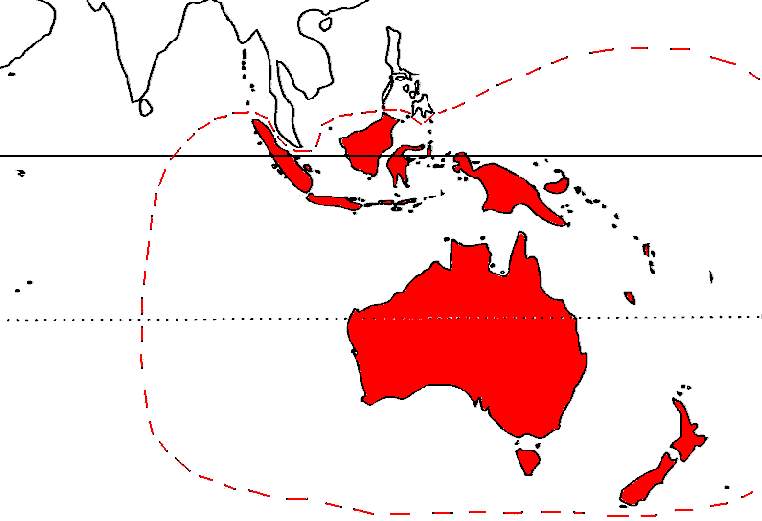
Australazië inclusief Indonesië

Australazië (zuidelijk van Azië) is het gebied rond Australië, Nieuw-Zeeland, Nieuw-Guinea, de daaromheenliggende eilanden van Melanesië en vaak ook (een deel van) Indonesië. Het gebied wordt ook vaak aangeduid met Oceanië. Het begrip is afkomstig van Charles de Brosses, die het in 1756 gebruikte om het gebied af te grenzen van Polynesië en Magellanica (het zuidoostelijke deel van de Grote Oceaan).
Als politiek-culturele term is het niet heel zinvol, aangezien Australië en Nieuw-Zeeland sociologisch gezien dan wel op elkaar lijken, maar in de andere landen in het gebied heel andere omstandigheden gelden. Biologisch gezien is het wel een bruikbaar begrip, omdat het gebied veel gemeenschappelijke kenmerken heeft, zoals buideldieren. In deze zin vormt de Wallacelijn de grens met Azië; ten westen van deze lijn liggen dan de Aziatische eilanden Bali en Kalimantan (Borneo), ten oosten horen Lombok en Celebes bij Australazië.

Vlag van Australazië

In de sport duidt het begrip Australazië alleen op de beide landen Australië en Nieuw-Zeeland. Bij de Olympische Spelen van 1908 en 1912 namen beide landen deel met een gezamenlijk team onder de naam Australazië, evenals het gezamenlijke tennisteam bij de Davis Cup van 1905 tot en met 1912.